# Bruce Hay
Bruce Hamilton Hay (Edimburgo, 23 maggio 1950 – 1º ottobre 2007) è stato un rugbista a 15 e allenatore di rugby a 15 britannico internazionale per la Scozia, squadra che rappresentò in 23 incontri tra il 1975 e il 1981.
Fu anche selezionato in due tour dei British and Irish Lions per i quali disputò tre incontri internazionali

## Biografia
Nato a Edimburgo nel 1950, deve il suo secondo nome al calciatore scozzese George Hamilton, in ragione di legami della famiglia di quest'ultimo con gli Hay.
Formatosi sia professionalmente che sportivamente alla Liberton High School di Gilmerton, sobborgo minerario della capitale scozzese, entrò a 15 anni nell'appena formatosi (nel 1963) Liberton FP, della cui prima squadra divenne capitano a 18 anni, subito dopo avere lasciato la scuola per diventare apprendista elettricista; in seguito praticò tale mestiere nelle gallerie e pozzi minerari della zona, .
Ancora al Liberton, fu selezionato per la prima delle sue 42 partite con il distretto di Edimburgo in occasione di uno spareggio per la vittoria del campionato distrettuale scozzese contro Glasgow a Murrayfield nel 1972; la sua convocazione fu casuale, perché il titolare della rappresentativa era Andy Irvine, quel giorno indisponibile per infortunio, e in squadra col quale, in seguito, Hay disputò 25 dei suoi 26 incontri internazionali tranne uno.
Pochi mesi dopo il debutto Hay passò al Boroughmuir RFC, altro club cittadino scelto per la vicinanza alla propria abitazione, non potendo ancora permettersi un'automobile, e a dicembre fu selezionato per una selezione mista Edimburgo-Glasgow che affrontò la Nuova Zelanda nel suo tour di quell'anno, incontro che si risolse in una vittoria di misura per 16-10 degli All Blacks.
Con la sezione di rugby a 7 del Boroughmuir vinse altresì nel 1975 il Melrose Sevens; fu selezionato per la Nazionale scozzese a giugno di quello stesso anno, debuttando nel ruolo di estremo ad Auckland contro la Nuova Zelanda.
Nel 1977 fu convocato per il Tour dei British Lions in Nuova Zelanda: benché mai schierato in alcuno dei 4 test match contro gli All Blacks, disputò tuttavia 11 incontri infrasettimanali, tra cui quelli contro i New Zealand Māori e gli Junior All Blacks, risoltisi entrambi in vittoria per la selezione interbritannica.
Tra il 1978 e il 1981 disputò quattro edizioni consecutive del Cinque Nazioni (il suo primo, nel 1976, lo aveva visto in campo in un solo incontro, con la Francia) e, ancora nel 1980, fu presente al suo secondo e ultimo tour con i British Lions, in Sudafrica, durante il quale scese in campo in tre test match contro gli Springbok marcando anche una meta, e capitanando la squadra in due incontri infrasettimanali contro Country Districts XV a Windhoek ed Eastern Transvaal a Springs.
Disputò il suo ventiseiesimo (23 con la Scozia e 3 con i British Lions) e ultimo incontro internazionale nel 1981, nello stesso stadio e contro la stessa squadra del suo esordio, la Nuova Zelanda; continuò a giocare nel Boroughmuir fino al 1986 e poi divenne allenatore della squadra, con cui, nel corso delle 9 stagioni alla guida tecnica, vinse il campionato scozzese nel 1991; fu nel frattempo anche allenatore della selezione distrettuale di Edimburgo e, tra il 1989 e 1991, allenatore degli avanti della Scozia B, incarico da cui fu sollevato nel dicembre 1991 per divergenze tecniche.
Rimasto nel Boroughmuir come direttore sportivo, allenò in seguito anche la selezione scozzese Under-19, oltre a portare avanti la sua attività di elettricista.
Morì il 1º ottobre 2007 nella sua città natale al termine di una lunga battaglia contro un tumore al cervello.
A sopravvivergli, sua moglie Linda, sposata prima del suo ingaggio al Boroughmuir, e sua figlia Lynsey, nata dopo più di vent'anni di matrimonio.

## Palmarès

### Giocatore
- Melrose Sevens: 1
Boroughmuir: 1974-75

### Allenatore
- Campionati scozzesi: 1
Boroughmuir: 1990-91